# Olympische Sommerspiele 2008/Teilnehmer (Mosambik)
| Gelbes Symbol für Goldmedaillen mit stilisierten Olympischen Ringen | Graues Symbol für Silbermedaillen mit stilisierten Olympischen Ringen | Braundes Symbol für Bronzemedaillen mit stilisierten Olympischen Ringen |
| ------------------------------------------------------------------- | --------------------------------------------------------------------- | ----------------------------------------------------------------------- |
| —                                                                   | —                                                                     | —                                                                       |

Mosambik war mit der Teilnahme an den Olympischen Sommerspielen 2008 in Peking insgesamt zum 8. Mal bei Olympischen Spielen vertreten. Die erste Teilnahme war 1980. Fahnenträger der Eröffnungsfeier war Kurt Couto.

## Teilnehmer nach Sportarten

### Leichtathletik
| Disziplin        | Männer     | Frauen                 |
| ---------------- | ---------- | ---------------------- |
| 800-Meter-Lauf   |            | Maria de Lurdes Mutola |
| 1500-Meter-Lauf  |            | Maria de Lurdes Mutola |
| 400 Meter Hürden | Kurt Couto |                        |

### Schwimmen
| Disziplin          | Männer                       | Frauen       |
| ------------------ | ---------------------------- | ------------ |
| 50 Meter Freistil  | Chakyl Camal                 | Ximene Gomes |
| 100 Meter Freistil | Leonel Matonse, Chakyl Camal | Ximene Gomes |